# 刘正春
刘正春 （1935年3月10日—2013年6月1日），金陵派古琴家，国家级非物质文化遗产代表性传承人。
其为近代金陵派主要代表人物。师从泛川派周空明习琴，后又从学于诸城派琴家王生香、金陵派夏一峰、广陵派刘少椿、梅庵派程午嘉、金陵派赵云青等琴家。

## 著作
- 《琴曲探源》
- 《金陵琴坛五十载》
- 《王生香的古琴艺术生涯》
- 《关于〈山中思友人〉的考证与订谱》（与刘为霖合撰）
- 《琴琐杂说》
- 《二琴屋琴谱》著作